# The Activision Decathlon
The Activision Decathlon est un jeu vidéo de sport développé par David Crane et publié par Activision en 1983 sur Atari 2600 avant d’être porté sur Atari 5200, Atari 8-bit, ColecoVision et Commodore 64. Il permet à jusqu’à quatre joueurs de s’affronter dans les dix épreuves d’un décathlon : 100 mètres, 400 mètres, 110 mètres haies, 1 500 mètres, saut en longueur, saut en hauteur, saut à la perche, lancer du poids, lancer du disque et lancer du javelot. Il se joue à l’aide du joystick que le joueur doit secouer de droite à gauche pour faire prendre de la vitesse à son sportif. Suivant les épreuves, le bouton de tir du joystick permet de faire sauter le sportif, ou de lui faire lâcher le javelot, le poids ou le disque. En fonction de ses performances dans les différentes épreuves, le joueur gagne des points qui s’additionnent et permettent de déterminer le vainqueur du décathlon.
Au Royaume-Uni, le jeu est réédité par Firebird Software en 1986 sous le titre Decathlon.